# Rinus Michels
Marinus Jacobus Hendricus "Rinus" Michels (Amsterdã, 9 de fevereiro de 1928 — Aalst, 3 de março de 2005) foi um treinador e futebolista holandês que atuou como atacante.
A ele é creditado a invenção do "Futebol total" na década de 1970. Como o treinador da seleção holandesa (1974, 1984-1988, 1990-1992) liderou as campanhas do vice-campeonato da Copa do Mundo de 1974 (com Cruyff, Rensenbrink e Neeskens) e a vitória na Euro 1988 (treinando Rijkaard, van Basten e Gullit). Eleito pela própria FIFA e pela France Footbal como o maior e melhor treinador de futebol de todos os tempos.

## Carreira
Como jogador, Michels jogou 257 partidas pelo AFC Ajax e marcou 120 gols entre 1946 e 1958. Se tornou campeão holandês com o Ajax em 1947 e 1957.

### Treinador
Voltou ao Ajax como treinador em 1965, vencendo o campeonato nacional quatro vezes e a KNVB Cup três vezes nos seis anos seguintes, conquistando também o primeiro dos três títulos consecutivos do Ajax em copas européias em 1971. Modernizou o futebol ao introduzir o "Futebol total" (apesar de controvérsias que creditam a sua criação ao ex-treinador de Michels no Ajax, Jack Reynolds) e a linha de impedimento. Michels se transferiu para o FC Barcelona em 1971, conquistando o título da Primera División em 1974 antes de assumir a seleção holandesa.
Se transferiu depois para os Estados Unidos da América onde treinou equipes na mal-fadada NASL. Encerrou sua carreira de clubes no Bayer Leverkusen em 1989.
Devido ao seu estilo autoritário de treinar e sua frase "futebol é guerra", Rinus Michels ficou conhecido como "O General". Em 1999, a FIFA o elegeu "Treinador do século". Em 2007, o jornal inglês escolheu o mentor do Carrosel Neerlandês como o melhor treinador da história, à frente de nomes como Sir Alex Ferguson, Franz Beckenbauer, César Luis Menotti, e Luiz Felipe Scolari.
Faleceu em 3 de março de 2005, aos 77 anos, no hospital da cidade de Aalst, Bélgica de complicações pós-operatórias após uma cirurgia no coração (a segunda, após uma em 1986).

## Títulos

### Como jogador
Ajax
- Eredivisie: 1946–47 e 1956–57

### Como treinador
Ajax
- Eredivisie: 1965–66, 1966–67, 1967–68 e 1969–70
- Copa dos Países Baixos: 1966–67, 1969–70 e 1970–71
- Liga dos Campeões da UEFA: 1970–71

Barcelona
- La Liga: 1973–74
- Copa do Rei: 1977–78

1. FC Köln
- Copa da Alemanha: 1982–83

Seleção Neerlandesa
- Eurocopa: 1988

Prêmios Individuais
- Maior Treinador de Todos os Tempos – um dos 5 treinadores[2] classificados entre os 10 maiores pela France Football, World Soccer e ESPN
  - 1º da France Football: 2019[3][4][5]
  - 2º da World Soccer: 2013[6][7]
  - 2º da ESPN: 2013